# Jarosław Szaban
Jarosław Szaban – polski leśnik, doktor habilitowany nauk rolniczych, profesor na Uniwersytecie Przyrodniczym w Poznaniu, specjalista od użytkowania lasu.

## Kariera naukowa
W 1991 roku na Uniwersytecie Przyrodniczym w Poznaniu uzyskał tytuł magistra inżyniera. W 1992 roku został zatrudniony na tejże uczelni, a w 2000 roku na jej Wydziale Leśnym uzyskał stopień doktora nauk rolniczych w zakresie leśnictwa na podstawie rozprawy pt. Wpływ redukcji aparatu asymilacyjnego podczas zabiegu podkrzesywania sosny zwyczajnej (Pinus sylvestris L.) na kształtowanie się struktury drewna, której promotorem był Witold Pazdrowski. W 2011 roku ten sam wydział nadał mu stopień doktora habilitowanego nauk rolniczych w dyscyplinie leśnictwa na podstawie pracy pt. Spałowanie świerka pospolitego (Picea abies [L.] Karst.) przez jeleniowate, a deprecjacja surowca drzewnego w drzewostanach młodszych klas wieku.